# Begonia yunckeri
Begonia yunckeri là một loài thực vật có hoa trong họ Thu hải đường. Loài này được Standl. mô tả khoa học đầu tiên năm 1938.